# パット・ロバートソン
パット・ロバートソン（Pat Robertson、本名：Marion Gordon Robertson、1930年3月22日 - 2023年6月8日）は、アメリカ合衆国のキリスト教テレビ伝道師であり、キリスト教プロテスタント保守派の指導者の一人。キリスト教徒連合（Christian Coalition）、リージェント大学（Regent University）、CBN（クリスチャン・ブロードキャスティング・ネットワーク）等を設立したことで知られている。
南部バプテスト連盟の牧師按手を受けたミニスターであるが、南部バプテストの伝統からは離れて、聖霊派に近い神学を持っている。また、その政治的な姿勢には異論もある。それでもアメリカ合衆国において、彼の創立になるメディアは、保守的なキリスト教界の世論を形成するほどの影響力がある。
近年はイスラエルの回復のために祈り、イスラエル政府から表彰を受けている。

## 生い立ち
バージニア州レキシントンの傑出した政治家の家庭に息子として生まれる。父親は保守的な民主党の上院議員アブシャロム・ロバートソン、母親はグラディス・チャーチルである。母方の血筋でウィンストン・チャーチルとは遠戚である。

## 概説
士官学校予科、ワシントン・アンド・リー大学を卒業後、アメリカ海兵隊士官として朝鮮戦争に従軍。帰国後、イェール・ロー・スクール等で学ぶ。司法試験に失敗したことが切っ掛けとなりキリスト教に関心を持ち始め、大リバイバリストのチャールズ・フィニーや当時のビリー・グラハムのリバイバル（信仰復興）の影響を受けたとされる。
ニューヨーク神学校を経て南部バプテスト派の牧師となり、1959年にテレビ局を買収すると翌1960年にキリスト教徒放送ネットワーク（CBN）をたちあげ番組を開始した。1979年に国際放送を開始、バージニア・ビーチにCBN大学を創設した。
日本のキリスト教伝道テレビ番組のハーベストタイム www.harvesttime.tvでもロバートソンのCBNの放送を行っている。
福音主義派がレーガン政権発足支援のために立ち上げた組織モラル・マジョリティの解散を受け、1989年にキリスト教徒連合（クリスチャン・コアリション）を結成し、2000年まで会長を務めた。
クリスチャン・コアリションは「宗教的志向の強い政治運動で、かなり影響力を獲得し、160万人の会員と議会工作や宣伝活動に多額の金銭をつぎ込むことが可能な相当量の資金を保有している」。1995年には、「中絶の厳しい取り締りや家庭に対する税の軽減の促進、刑務所の規律、ポルノの規律等の「米国家族との契約」を提唱している」。
1988年アメリカ合衆国大統領選挙では、共和党の指名獲得争いを繰り広げ、ジョージ・ハーバート・ウォーカー・ブッシュに敗れている。
2001年のアメリカ同時多発テロ事件に対してイスラム教の暴力性を非難する一方、アメリカ人が信仰をないがしろにして妊娠中絶を許すようなことをしているので神の加護を失ったのだと発言している。
また、事件後の2002年にはイスラエル支援の大会を開き、イスラエルへの無条件の支援とアメリカの中東政策は聖書の記述に基づくべきだと主張した。
2005年8月に、CBNのニュースの中で反米路線を採るベネズエラのチャベスを暗殺によって除くことを政府に勧めるともとれる短いコメントをした。批判を受けて謝罪し、一つの国に対して戦争をしかけるよりは一人の独裁者を排除する方がよいという趣旨だったと釈明した。それには誘拐など暗殺以外の手段もあるという。チャベスは、自分の身になにかあったらアメリカ合衆国に責任があるとした。
中絶や同性愛などへの厳しい立場で知られ、米保守派への影響力が大きいが、2007年11月には翌年の大統領選挙に向け、共和党穏健派のルドルフ・ジュリアーニへの支持を表明し、米社会を驚かせた。
2010年1月、テレビ番組でハイチ大地震を「ハイチ国民はフランスの支配から逃れるために悪魔と契約したのだ。そうしてフランスは追い出せたが、それ以来彼らは呪われているのだ」と発言。
2023年6月8日、バージニア州バージニアビーチの自宅で死去。93歳没。

## 著書
- 『アンテナとみ声』生ける水の川
- 『神の10の法則』角笛出版